# Roue persane

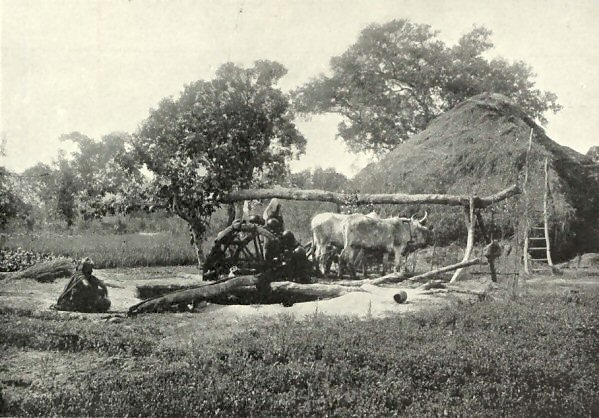
Roue persane, 1905

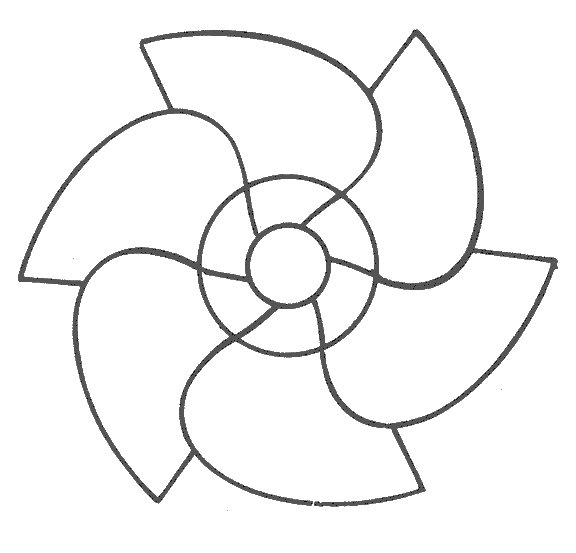
Schema d'une sakia (Fathi) idéale

La roue persane (ou araghatta, ou saqia, ou pompe à seaux) est un appareil d'élévation permettant d’extraire l’eau d’un puits en utilisant la traction animale, une succession de récipients se remplissant au fond et se vidant en surface, souvent pour alimenter un réseau d'irrigation des terres.

## Technique
La roue persane est traditionnellement une roue à engrenages actionnée par la force animale (bœufs…). L’eau est puisée en utilisant des godets, seaux, ou autres récipients.
Elle doit être distinguée de la noria — la machine de puisage la plus connue —, qui utilise l’énergie d’un cours d’eau.

## Dénomination
L’extraction et l’élévation de l’eau étant un besoin très ancien, son origine se confond très probablement avec celle de l’agriculture ; de nombreux procédés plus ou moins différents ont été inventés, mis au point, voire réinventés.
Ce type de puisage a ainsi porté les noms d’« araghatta » (nom sanskrit), de « saqia » (nom arabe), de « pompe à seaux » , etc. Son utilisation par les Perses lui a donné en Europe sa dénomination de roue persane.

## Historique

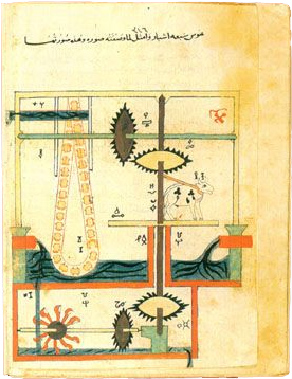
Manuscrit Al-Jazari, vers 1205 représentant une roue persanne.

Selon Ananda K. Coomaraswamy, l’existence du procédé de puisage par traction animale serait attestée en Inde dans le Pañchatantra (IIIe siècle av. J.-C.) et le Rajatarangini (XIIe siècle). 
Entre les VIIIe et XIIe siècles, de grands travaux d’irrigation ont été menés en Inde. Utilisant des mécanismes d’élévation à rouages d’abord actionnés par l’homme, ces machines ont été perfectionnées au XIIIe siècle pour devenir la roue persane.